# Lundi pur
Le Lundi pur est le premier jour du Grand Carême dans les Églises d'Orient et les Églises orthodoxes et catholiques de rite byzantin. Il a lieu quarante jours avant le Samedi de Lazare, veille du dimanche des Rameaux, c'est-à-dire quarante-huit jours avant Pâques.
C'est la date qui marque, après le dimanche de carnaval, le début du Grand Carême. Les plus pratiquants des fidèles s'abstiennent de viande, d'œuf et de laitage à partir de ce jour et jusqu'à la nuit de Pâques. Son équivalent dans le christianisme occidental est le mercredi des Cendres.

## En Grèce et à Chypre
Le jour même du Lundi pur, les femmes lavent les maisons à grandes eaux pour les débarrasser de toute souillure. Dans les villages, les églises et les habitations sont repeintes à la chaux. Partout dans le pays, dans les jardins et sur les collines, sont organisés des repas et des pique-niques. On mange des produits végétaux, on déguste la lagana (pain) (en), sorte de pain traditionnel sans levain, la taramosalata (en) — en grec moderne : ταραμοσαλάτα — et le halva. Dans certaines régions de Grèce on peut également voir des milliers de cerfs-volants, une tradition surtout perpétuée par les familles avec enfants. C'est le symbole de l'allègement et de l'élévation recherchés par le jeûne.

## Les temps du Grand Carême
- Lundi pur, suivant le dimanche du Pardon, premier jour du Grand Carême ;
- Dimanche de l'Orthodoxie ou premier dimanche de carême ;
- Dimanche des Reliques ou dimanche de Grégoire Palamas ou deuxième dimanche de carême ;
- Dimanche de la Croix ou troisième dimanche de carême ;
- Dimanche de Jean Climaque ou quatrième dimanche de carême ;
- Samedi de l'Acathiste ;
- Dimanche de Marie l'Égyptienne ou cinquième dimanche de carême ;
- Vendredi veille de Lazare, dernier jour du Grand Carême ;
- Samedi de Lazare, fin du Grand Carême.